# Andrographis chendurunii
Andrographis chendurunii är en akantusväxtart som beskrevs av E.S.S.Kumar, A.E.S.Khan och S.G.Gopal. Andrographis chendurunii ingår i släktet Andrographis och familjen akantusväxter. Inga underarter finns listade i Catalogue of Life.